# Жирко, Елена Николаевна
Елена Николаевна Жирко, после замужества Маренчикова (укр. Олена Миколаївна Жирко (Маренчікова); 16 февраля 1968, Днепропетровск, УССР, СССР) — советская и украинская баскетболистка. Олимпийская чемпионка (1992). Заслуженный мастер спорта СССР (1992). Нападающая.
Окончила Киевский институт физической культуры.

## Биография
«Сталь» Днепропетровск (1984—1989), «Динамо» Киев (1989—1993), «Ружомберок» Словакия (1994—2000), «Гамбринус Брно» (2001), «Истробанка» Словакия (2001—2004), «Тайгер Велс» Австрия (2004—2006), «Днепр» Днепропетровск (2007).
Олимпийская чемпионка 1992 года, чемпионка Европы (1991, 1995), MVP EURO-1995, чемпионка СССР (1991, 1992), Украины (1993, 2007), Словакии (1995—2000), Австрии (2005), обладательница Кубка Австрии (2005), победительница Евролиги (1999, 2000).